# Howick (Zuid-Afrika)

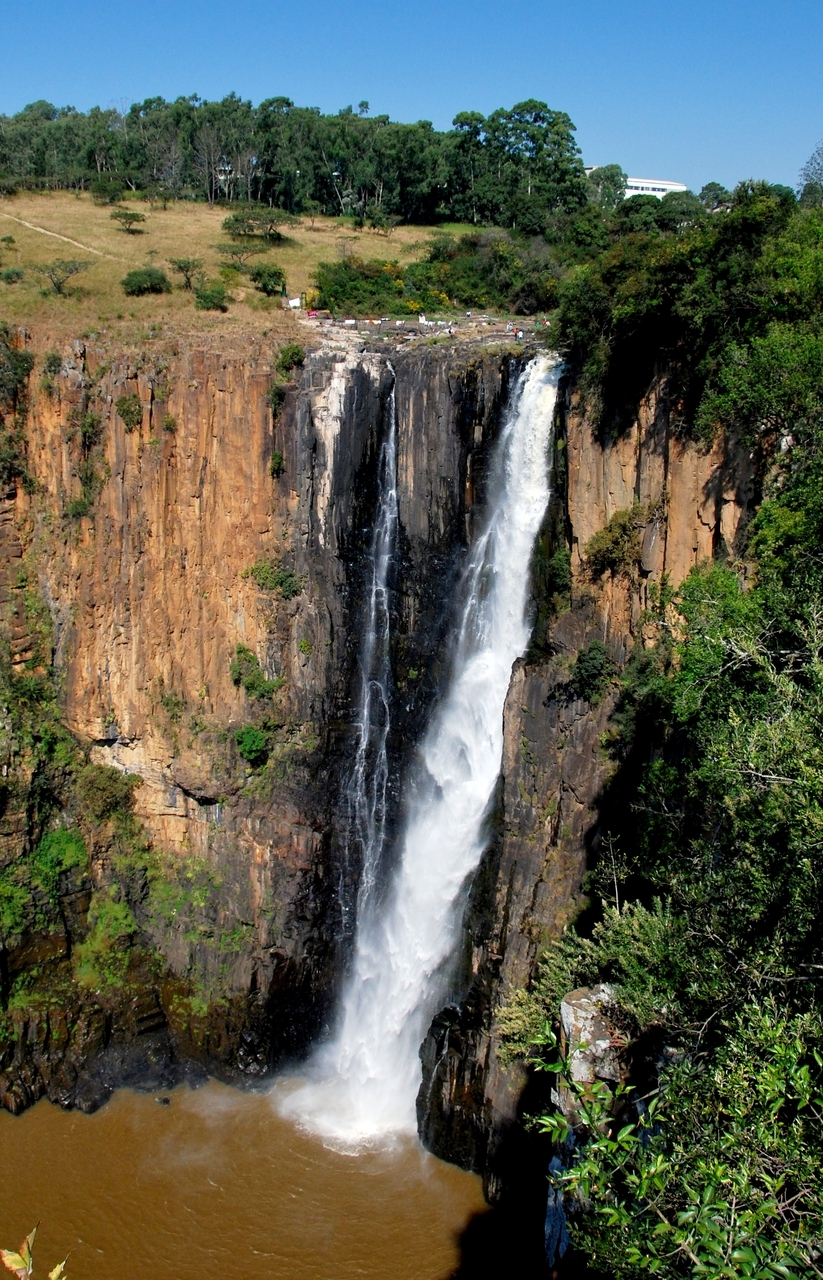
Watervallen bij Howick

Howick is een plaats in de Zuid-Afrikaanse provincie KwaZoeloe-Natal.
Howick telt ongeveer 22.000 inwoners en is het bestuurlijke centrum van de gemeente uMngeni.

## Subplaatsen
Het nationaal instituut voor de statistiek, Stats SA, deelt sinds de census 2011 deze hoofdplaats in in 6 zogenaamde subplaatsen (sub place), waarvan de grootste zijn:
Howick SP • Howick West.